# زی لوکاس (بازیکن فوتبال، زاده ۱۹۹۴)
زی لوکاس (انگلیسی: Zé Lucas؛ زادهٔ ۷ مارس ۱۹۹۴) بازیکن فوتبال اهل برزیل است که در حال حاضر برای پرینسن‌لاند در پست مهاجم بازی می‌کند.
از باشگاه‌هایی که در آن بازی کرده است می‌توان به بوتافوگو، فلومیننزه، شامین، استال می‌یلتس، ایتاراره، کورمی، زبوگ رنجرز، پیه‌تا هاتسپرز، سویقی یونایتد و آربی‌سی روزندال اشاره کرد.